# E402号線
E402号線 (E402ごうせん、英: European route E402) はフランスにあり、カレー – ルーアン – ル・マンを結ぶ、欧州自動車道路のBクラス幹線道路。
- フランス
  - E15号線,E40号線 – カレー
  - E46号線 – ルーアン
  - E50号線,E501号線,E502号線 – ル・マン